# Claus Kühl
Claus Kühl (* 7. Juli 1817 in Barsbek; † 10. Februar 1896 in Schleswig) war ein deutscher Lehrer, Landmesser, Publizist und Hardesvogt.

## Ausbildung
Claus Kühl war ein Sohn von Jochim (nicht: Clas) Kühl (* 21. März 1777 in Stakendorf; † Juli 1857 in Lilienthal in den USA). Der Vater arbeitete als Kätner in Barsbek und nannte sich ab 1855 als amerikanischer Immigrant James Kuehl. Die Mutter Antje, geborene Stoltenberg, (* 28. Januar 1788 in Barsbek; † Juni 1855 in Davenport in Iowa, USA) war die Tochter eines Bauern. Kühl verbrachte die ersten Lebensjahre auf dem Hof seiner Eltern in Barsbek, wo er bereits als Kind in der Landwirtschaft mitarbeitete. Bis zum sechzehnten Lebensjahr besuchte er eine Dorfschule. Danach zog er zu dem Diakon Wilhelm Friedrich August Kähler, der ihm Unterricht erteilte. Ab dem Jahr 1839 lernte er an einem Lehrerseminar in Segeberg und galt dort als außergewöhnlich mathematisch begabt. Die Ausbildung endete 1842 mit der erfolgreich abgeschlossenen Prüfung.
1842 erhielt Kühl eine Stelle als Dritter Lehrer für Rechnen, Zeichnen und Deutsch an der neu gegründeten Höheren Volksschule in Rendsburg. Die Schule sollte es Bauernkindern innerhalb von zwei Jahren ermöglichen, ein Bildungsniveau oberhalb dem einer Volksschule zu erreichen. 1846 bestand er ein Examen als Landmesser.

## Während der Schleswig-Holsteinischen Erhebung
Zu Beginn der Schleswig-Holsteinischen Bewegung schlossen sich alle Schüler und Lehrkräfte der Initiative an. Der Schulleiter Julius Heinrich Lütgens legte am 25. März 1848 erstmals das „Rendsburger Tageblatt“ auf, dessen Redaktion Kühl sofort angehörte. Als die Schule im Folgemonat aufgrund der politischen Vorgänge schließen musste, leitete Kühl alleine die Redaktion des Blattes, das zwischenzeitlich eine bedeutende Rolle hatte. In seinen Beiträgen zeigte sich Kühl als ein Schleswig-Holsteiner, der von der deutschen liberalen Bewegung geprägt war und konstitutionell-monarchische Ansichten vertrat.
Im Juni 1848 gehörte Kühl dem Rendsburger Komitee an, das eine allgemeine Volksversammlung nach altem Landrecht einberufen sollte. Vermutlich aufgrund seiner Kontakte, die er im Rahmen der Arbeiten als Redakteur geknüpft hatte, bestallte ihn die Provisorische Regierung auch zum Landmesser. Ende Juni 1848 erschien das „Rendsburger Tagenblatt“ letztmals. Kühl ging daraufhin im Herbst 1848 zur Schleswig-Holsteinischen Armee und arbeitete anfangs als Ausbilder in der Artillerie. Als Kanonier nahm er 1849 an der Schlacht von Frederica teil und erlitt leichte Verletzungen. Er diente danach 1850 als Fähnrich bei der Schlacht von Idstedt und verließ die Armee im März 1851 als Seconde-Lieutenant.

## Wechsel nach Kiel
Das Ende der Erhebung bedeutete für Kühl, dass er in den Herzogtümern keine Aussichten auf eine neue staatliche Stelle hatte. Er zog mit seiner Familie nach Elmshorn, arbeitete hier als Ziegeleiunternehmer und ging 1852 bankrott. Seine Geschwister emigrierten schrittweise in die USA, die Eltern taten es ihnen als Letzte gleich. Kühl verlegte 1855 seinen Wohnsitz nach Kiel. Hier arbeitete er als Privatlehrer und besuchte Vorlesungen der Kieler Universität.
Ende der 1850er Jahre bekam Kühl eine Stelle als Lehrer an der Höheren Knabenschule in Kiel. 1858 wurde er königlicher Landmeister für Holstein und Lauenberg. Der Verein nördlich der Elbe zur Verbreitung naturwissenschaftlicher Kenntnisse gab bei ihm eine geologische Karte von Holstein in Auftrag. Kühl entwickelte mehrere Messgeräte und erhielt ein Patent für die Schlauchwaage. Er selbst bezeichnete sie als „Wasser-Setzwaage“ und vermarktete das Produkt. Die Lokalpresse bezeichnete ihn daher als „Lehrer und Ingenieur“. Darüber hinaus schrieb Kühl mehrere pädagogische Fachbeiträge für die „Schleswig-Holsteinische Schulzeitung“. 1863 erschien sein Buch „Zur Erlassung eines neuen Grundsteuer-Katasters für das Herzogthum Holstein“.
In der Politik behielt Kühl seine deutschgesinnte, liberale Position bei und äußerte sich auch entsprechend in öffentlichen Reden. Bei Ausbruch des Deutsch-Dänischen Krieges meldete er sich für einen Einsatz in einem schleswig-holsteinischen Ingenieurskorp, hätte aber auch einen Zivilposten übernommen. Das Vorhaben, eine schleswig-holsteinische Armee zu schaffen, scheiterte jedoch. Nachdem Beamte des dänischen Königs in die besetzten Gebiete eingezogen waren, arbeitete Kühl als Hausvogt des Amtes Gottorf. In seinen Zuständigkeitsbereich fielen das Wege- und Fuhrwesen, die Forsten und die öffentlichen Gebäude.

## Wirken als preußischer Beamter
Nach der Annexion der Herzogtümer durch Preußen akzeptierte Kühl diese widerstrebend und hoffte, dass seine alten Ziele zumindest teilweise umgesetzt würden. Er arbeitete danach als königstreuer preußischer Beamter und hatte erstmals die Gelegenheit, seine Ideen praktisch umzusetzen. 1868 erhielt er das Amt des Hardesvogtes im Hardesvogteidistrikt Schleswig I, der den Süden und Westen Schleswigs umfasste und übte dieses bis 1891 aus. Damit verbunden wirkte er gleichzeitig als Kooginspektor des Sorgerkoogs und Distriktbeamter des Börmerkoggs, als Kassenkurator der Schleswiger Steuerkasse und Standesbeamter.
In den 1880er Jahren gehörte Kühl dem Komitee für die Eckernförder Eisenbahn an. Er hatte auch den Vorsitz der Wasserlösungskommission des damaligen Amtes Gottorf inne. In dieser Position erarbeitete er eine umfangreiche Reform des Wasserwesens, die über seine Hardesvogtei hinausreichte. Diese hob die Lebensstandards der dortigen Bevölkerung deutlich. Kühl erstellte bspw. den Regulierungsplan für die Angler Auen und leitete dessen Umsetzung selbst. Er unterstützte Bauern, Anlagen zur Berieselung und Drainage zu schaffen und riet ihnen zu Baumanpflanzungen. Darüber hinaus half er den Landwirten, korrekt zu düngen.
Kühl förderte Maßnahmen zur Regulierung der Grundwasserstände und der Verläufe von Fließgewässern. Er setzte sich dafür ein, Sümpfe trockenzulegen und engagierte sich für Bewässerungsprojekte, wozu bspw. die Treenewiesen gehörten. 1892 gab er eine Broschüre heraus, in der er die Basis seiner Tätigkeiten im Bereich der Wasserwirtschaft im Zusammenhang beschrieb.
Die von Kühls Vorhaben betroffenen Landwirte waren nicht immer direkt Willens, sich daran zu beteiligen. Er konnte sie jedoch wiederholt erfolgreich davon überzeugen, an seinen Plänen mitzuwirken. Dabei halfen ihm seine praktische Intelligenz, technischer Sachverstand und die Tatsache, dass er das Denken und Handeln der Bauern aufgrund seines eigenen Werdegangs kannte. Um die Landwirte aufzuklären, verfasste er Beiträge für die „Schleswiger Nachrichten“ und weitere Zeitungen, referierte und erstellte Denkschriften und Rezensionen, in denen er sich bspw. dafür aussprach, Frauen nicht als reine „Schrubb- und Haushaltsmaschinen“ anzusehen.
1879 schrieb Kühl eine Sammlung des Wegerechts in Schleswig-Holstein. Das Werk richtete sich an ein Fachpublikum und erschien in mehreren Auflagen. Bis Lebensende arbeitete er für die „Schleswig-Holsteinische Schulzeitung“. Kurz vor seinem Tod gründete er den „Landwirtschaftlichen Verein für den Mittelrücken“ Schleswigs, der ein bäuerlicher Bildungsverein war.

## Familie
Kühl heiratete am 16. August 1846 in Segeberg Angelica Benedicte Christophine Henriette Henning (* 6. Juni 1825 in Segeberg; † 3. Oktober 1866 in Schleswig), deren Vater Johann Samuel Henning als Physikus arbeitete. Aus dieser Ehe gingen sechs Söhne und sieben Töchter hervor. Dazu gehörten:
- Francisca Kühl, genannt Frances; (1854–1930). Sie hatte Engagements als Schauspielerin in San Francisco und heiratete den Opernsänger und Bühnenregisseur Benno Hirsch.
- Anna Kühl (geboren 1861; gestorben in Hondo in Kalifornien). Sie hatte Engagements als Sängerin an der Hofoper in Hannover und als Schauspielerin in Berlin unter dem Namen Anna von Wegern. Unter dem Pseudonym Anna Jordan übersetzte sie englischsprachige Unterhaltungsliteratur. Sie war drei Mal verheiratet, darunter mit dem Schriftsteller und Schauspieler Max Walden (* 1861).
- Mathilde Mercédes Kühl (1863–1915) war eine Opernsängerin und hatte Engagements unter anderem im Sultanat Marokko. Sie starb in Nizza.

Am 26. November 1868 heiratete Kühl in Borby in zweiter Ehe Friederike (Fritze) Elise Lange (* 22. Februar 1835 in Rieseby; † 2. April 1913 in Kiel). Sie arbeitete als Gouvernante auf den Gütern der Familie von Ahlefeldt. Ihr Vater Carl (v.) Lange arbeitete als Pastor und war verheiratet mit Johanne, geborene Siemsen.
Aus der zweiten Ehe Kühls stammten zwei Söhne und die Tochter Ella (1870–1910). Sie arbeitete als Lehrerin in Sonderburg, im argentinischen Rosario und Berlin sowie als Schriftstellerin und Journalistin. Sie heiratete den Berliner Journalisten und Schriftsteller Johannes W. Harnisch (1883–1947) und starb in Berlin.